# Матвіївка (Черкаський район)
Матвії́вка — село у Черкаському районі Черкаської області, підпорядковане Чигиринській міській громаді. Населення — 591 чоловік (1387 у 1972 році).

## Географія
Село розташоване за 30 км від районного центру — міста Чигирин і за 18 км від залізничної станції Фундукліївка.
На півночі сусідить з селом Скаржинка, на сході з селом Чмирівка та Вдовичине Чигиринського району та на півдні з селом Любомирка Олександрівського району Кіровоградської області.
У селі бере початок річка Осотянка.

## Історія
У селі виявлено поселення доби бронзи.
Село виникло в середині 17 століття. За народними переказами на південному березі невеликої річки, що брала свій початок серед лісу, була невелика поляна, на якій й оселився біглий козак на прізвище Халявка. Пізніше тут стали селитися і інші втікачі. Поселення стало називатись Халявщиною. Незабаром всіма навколишніми землями заволодів поміщик Матвєєв (за іншими переказами — багатий козак Матвій), поселив на протилежному схилі річки своїх кріпаків. Нове поселення стало називатися Матвіївка. Між матвіївчанами і халявчанами довгий час точилась запекла боротьба, оскільки перші зайняли відвойовані в лісі землі халявчан. Пізніше, під час одного з нападів татар майже все населення Халявщини загинуло, залишилась лише Матвіївка.
Довгий час Матвіївка була вільним селом. Тільки в середині 18 століття ним заволодів польський князь Станіслав Грабовський. Пізніше село кілька разів переходило з рук у руки поміщиків.
Напередодні Першої світової війни близько 800 десятин найкращих земель села належало українському поміщикові Терещенкові, який мав тут свою економію. Найкращими землями володіли поміщики: Рубльовський, Гирич, Безрадецький, Скаржинський, Білецький та інші. Майже 100 десятин найкращої землі належало Безпалому Явтухові та його синам Прокопові, Кузьмі та Грицькові. До 100 десятин землі було у володінні нащадків колишнього пана. Великими ділянками землі користувались також сільський піп Ліпський та 20 заможних родин селян. У селі заможно жили 115 родин середняків. Решта населення володіла від 0,5 до 1 десятини землі на двір. У цей час село Матвіївка налічувало 516 селянських дворів. Окремі селяни жили за рахунок милостині. Багато бідних селян ішла на заробітки в економію пана Терещенка та до інших односельців. Тяжке життя сільської бідноти не раз піднімало її на боротьбу проти поміщиків. Одним з найбільших виступів селян була їх участь у страйках в економії Терещенка в 1904—1905 роках, підпали панських скирт, комор, тощо. Активну участь в революційних виступах селян брали Кобзар Ф., Задорожній Д., Бобик С. Усі виступи жорстоко придушувались загонами козаків.
Найбільшими громадськими центрами були сільська церква та шинок. Єдиними розвагами для молоді, а іноді й дорослих були вечорниці та кулачні бої, які часто закінчувались трагічно.
У роки визвольних змагань село входило до складу Холодноярської Республіки. Багато матвіївчан брало активну участь як за, так і проти Центральної ради, гетьмана, Директорії, у загонах Григор'єва, Чучупаки, Коцура, Кваші, Хмари, Кібця, Лопати, Сранди та інших.
Велику роботу по зміцненню радянської влади на селі проводили Поліщук Милентій, Бурлака Іван, Задорожній Дементій, Безпалий Юхим, Щирик Ларіон та багато інших. Матвіївчани спочатку об'єднувались в СОЗи, машинове товариство. Пізніше, в 1928 році, більшість селян об'єдналось в єдину сільськогосподарську артіль «Червона зірка». Першим головою і активним організатором колгоспу був Поліщук Самійло Васильович. Активістами колгоспного руху були: брати Безпалий Профирій, Ларіон і Андрій, Задорожній Дементій, Задорожній Дмитро, Мустівий Кость, Щирик Ларіон, Гончаренко Андрій та інші.
Під час Другої світової війни 570 мешканців села воювали на фронтах, понад 200 з них загинули, 146 з них нагороджені орденами і медалями. Село було окуповане німцями вже в серпні 1941 року, окупація продовжувалась до 7 січня 1944 року. Старостою села був Приймак Антін Іванович; поліцаями: Приймак Аврам Гаврилович, Голубничий Марко Авер'янович, Безпалий Кузьма Тимофійович. На роботи до Німеччини масово вивозилась молодь. Під час війни село втратило школу, 2 вітряки, понад 15 хат, 2 мости, були пошкоджені всі громадські будівлі, вирубані сади. Були розстріляні кілька десятків жителів села та хутора Вдовичено. Під час рейду партизанського з'єднання М. І. Наумова 2 березня 1943 року в селі перебував штаб загону.
У другій половині XX століття в селі налічувалось 714 домогосподарств колгоспників, робітників та інтелігенції. Активно велось капітальне будівництво як громадських так і приватних будівель. Було відкрите поштове відділення.

## Культура
За радянської влади, станом на 1972 рік в селі працювала 8-річна школа, будинок культури із залом на 400 місць та кіноустановкою, 2 бібліотеки з книжковим фондом 8950 книг, відділення зв'язку, ощадна каса, аптека, 3 магазини, їдальня, дитячі ясла та побуткомбінат. У 1961 році дільнича лікарня була розширена до 25 ліжок. Колгосп мав свій власний радіовузол, майже всі хати колгоспників були дротово радіофіковані.
На початку XXI століття на території села діють навчально-виробничий комплекс, будинок культури, сільська бібліотека, дільнича лікарня та амбулаторія, аптека.

### Освіта
За часів Російської імперії в селі була лише одна чотирикласна школа, у якій навчалось щороку в середньому 30-40 учнів. Було 2 вчителя: Майборода — навчав читати, писати і рахувати, а піп Ліпський — навчав молитись Богові. Вищу освіту мав тільки офіцер Безпалий Василь. Газети та журнали виписувати могли собі дозволити лише економ, піп, вчитель й заможні селяни.
За радянських часів в селі було побудована 8-річна школа на 300 місць. Пізніше були відкриті вечірні 9-11 класи. У школі працювало понад 20 вчителів.

### Церква
Будується церква Святої Покрови Московського патріархату.

### Пам'ятники
На території села знаходяться три братські могили та обеліск Слави. У центрі села споруджено пам'ятник жертвами фашизму, комуністам: Приймак Марії Максимівні, Задорожному Дементію Васильовичу, Погрібному Миколі Івановичу, Кононенко Михайлу Карповичу та іншим.

Пам'ятник воїнам-визволителям
Обеліск Слави

## Економіка
За радянської влади в селі працював колгосп «Червона зірка», що обробляв 2019 га землі, у тому числі 1816 га орної і 100 га саду. Колгосп був багатогалузевим господарством, у складі 2 рільничих, 1 садоогородньої, 1 тракторної і 1 будівельної бригади. Були зведені свиноферма, вівцеферма, 2 ферми великої рогатої худоби, кролеферма, птахоферма, 12 складських приміщень, гараж для вантажних автомобілів, фруктопереробний цех, пилораму, водокачку, механічний млин, розведена пасіка. У 1961 році у колгоспі середня врожайність кукурудзи склала 27,7 цнт/га.
Нині землі запасу та резервного фонду сільської ради орендує ТОВ «Чигиринзерно».
На території села діють лісництво, відділення зв'язку, 2 приватні магазини, млин та пекарня, сільський ринок.

## Постаті
- Козачинський Віталій Миколайович (? — 2019) — солдат Збройних сил України, учасник російсько-української війни[5].